# Cayratia cardiospermoidea
Cayratia cardiospermoidea là một loài thực vật hai lá mầm trong họ Nho. Loài này được (Planch.) Gagnep. miêu tả khoa học đầu tiên năm 1911.